# San Esteban (Ipás)

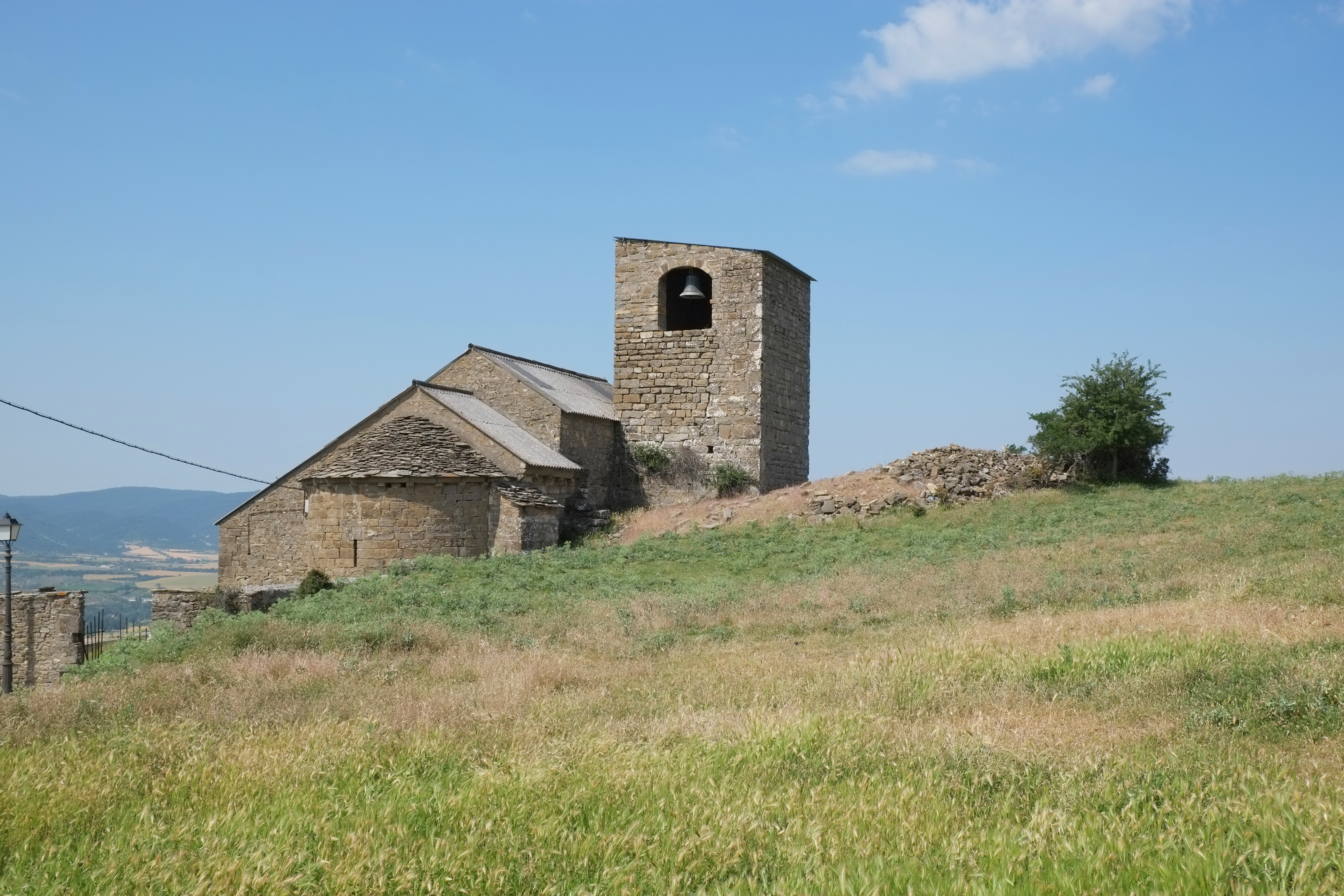
Pfarrkirche San Esteban

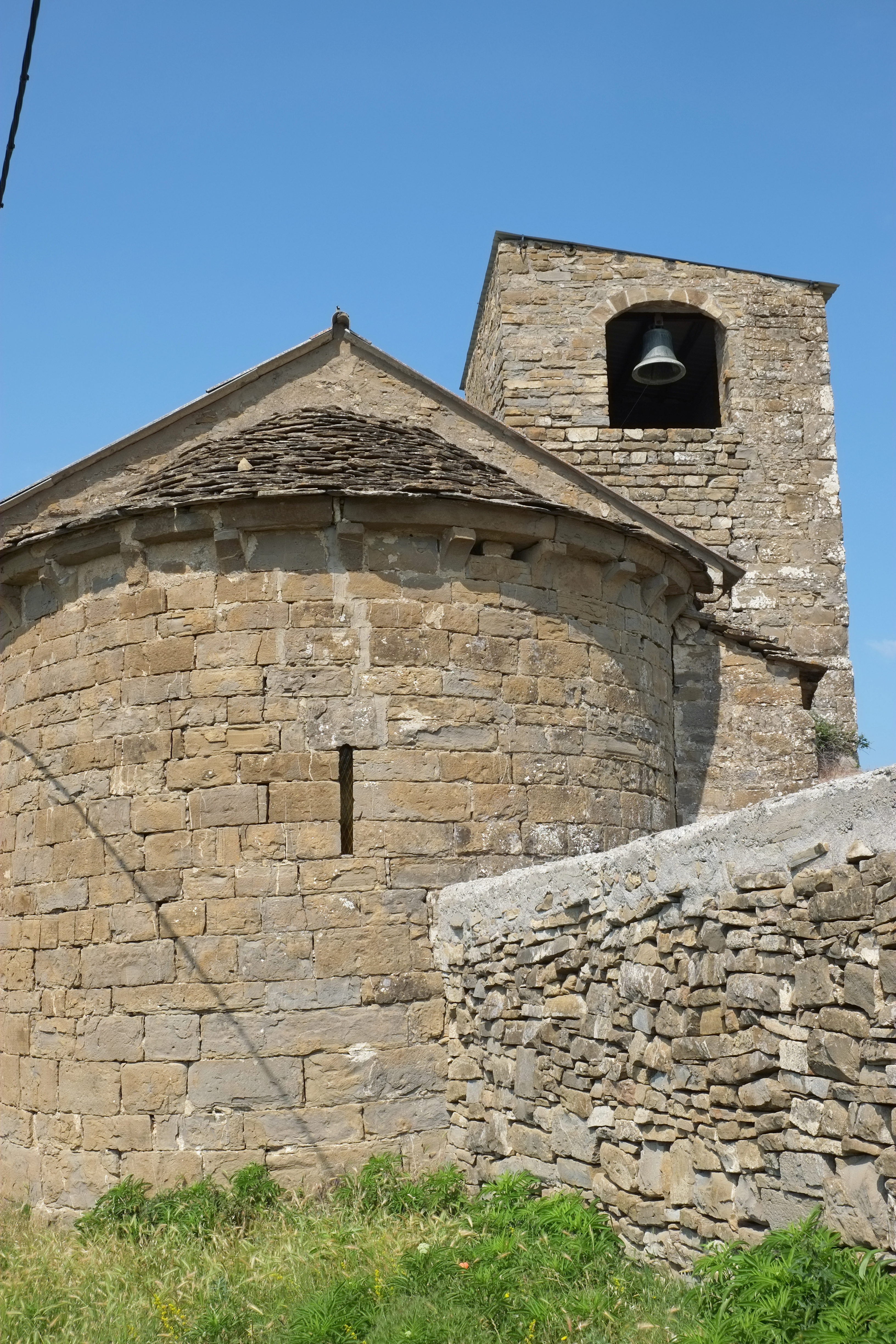
Apsis und Turm

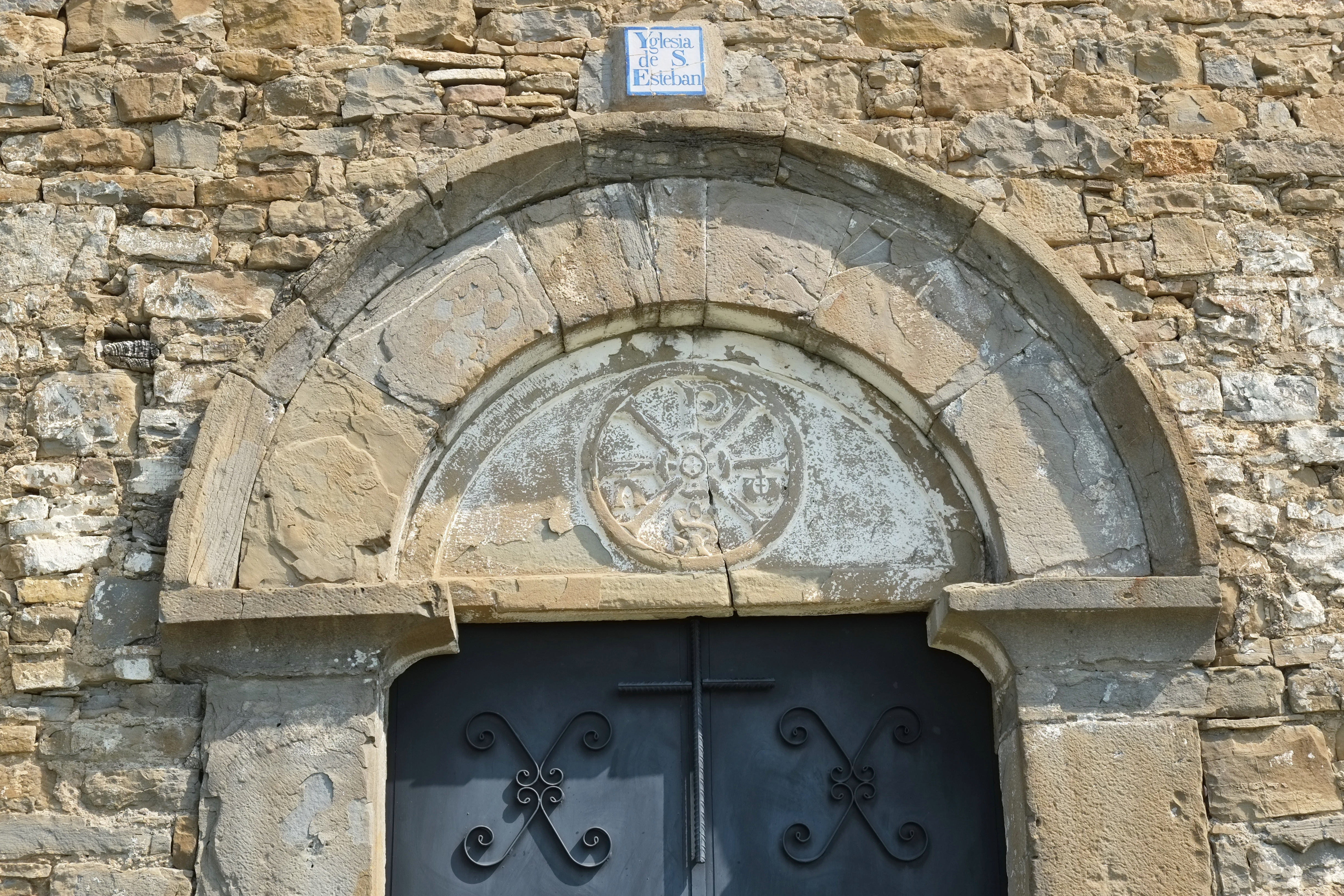
Portal

Die römisch-katholische Pfarrkirche San Esteban in Ipás, einem Ortsteil von Jaca (Municipio), dem Hauptort der Jacetania in der Provinz Huesca der spanischen Autonomen Gemeinschaft Aragón, ist eine romanische Kirche aus dem 12. Jahrhundert. Im 17. Jahrhundert wurde die Kirche, die unter dem Patrozinium des Erzmärtyrers Stephanus steht, an der Südseite um ein Seitenschiff erweitert.

## Architektur

### Außenbau
An der Nordseite des Langhauses, neben der Westfassade, steht der gedrungene, quadratische Glockenturm. Unter dem Dachansatz der von Steinplatten gedeckten Apsis und an der Nordseite des Chors verläuft eine Reihe schlichter Kragsteine, die noch original erhalten sind. In das im 17. Jahrhundert angebaute südliche Seitenschiff wurde das ursprüngliche Rundbogenportal eingebaut. Auf dem Tympanon ist ein Kreis mit acht Speichen und dem Christusmonogramm eingemeißelt. Im Zentrum des Kreises ist eine Rosette zu erkennen, am mittleren Kreuzbalken hängen die griechischen Buchstaben Alpha und Omega. 

### Innenraum
Das ursprünglich einschiffige Langhaus öffnet sich in einem weiten Rundbogen zum im 17. Jahrhundert angefügten südlichen Seitenschiff. Das romanische Kirchenschiff ist flachgedeckt, der Chor wird von einer Quertonne überwölbt, die halbrund geschlossene Apsis besitzt eine Kalotte. Im Chor und in der Apsis verläuft am Gewölbeansatz ein profiliertes Gesims. In die Ostwand der Apsis ist ein schmales, schießschartenartiges Rundbogenfenster eingeschnitten.

## Ausstattung
- Das runde, schmucklose Taufbecken stammt vielleicht noch aus romanischer Zeit.
- Das Weihwasserbecken ist vermutlich ein wiederverwendetes romanisches Kapitell.